# Міжнародна федерація журналістів
 Міжнаро́дна федера́ція журналі́стів  (МФЖ) (англ. International Federation of Journalists, IFJ) — найбільша організація професійних працівників ЗМІ. Штаб-квартира МФЖ розташована у Брюсселі (Бельгія).

## Загальна інформація
Заснована 1926 року. МФЖ захищає соціальні та професійні права журналістів, що працюють у друкованій та електронній пресі.
Нині МФЖ представляє понад 600 тисяч журналістів з 140 країн і є найвпливовішим голосом журналістів у світі. Федерація об'єднує національні журналістські організації.
МФЖ має консультативний статус у таких організаціях системи ООН, як ЮНЕСКО, МОП, ВОІВ, Комітет з прав людини, а також у Раді Європи та інших міжнародних організаціях.
Генеральний секретар— Ентоні Беланжер (Anthony Bellanger).
8 червня 2016 року відбувся ювілейний 90-й конгрес федерації, на який з'їхалися 300 делегатів з усього світу до Франції в Анже.
10 червня 2016 року бельгієць Філіп Ляруш (Phillippe Leruth) обраний новим президентом Міжнародної федерації журналістів замість британця Джима Бумела (Jim Boumelha). Голосування відбулося на конгресі МФЖ у французькому Анже. Ляруш переміг представника Бразилії з перевагою в 7 голосів— 169 проти 162.
2 червня 2022 року на Конгресі МФЖ в м. Мускат (Оман) новою президенткою МФЖ обрано представницю Франції Домінік Прадальє (Dominique Pradalié).

## Ставлення до міжнародного права
У липні 2020 виконавчий комітет МФЖ одностайним голосуванням прийняв до лав цієї організації «Спілку журналістів Абхазії», що представляє окуповану Росією частину Грузії

## Україна і МФЖ
Україну в Міжнародній федерації журналістів представляють два повноправні члени (англ. Full Member):
- Національна спілка журналістів України
- Незалежна медіа-профспілка України[8].

Незалежна Медіа-профспілка України стала повноправним членом Міжнародної федерації журналістів 28 травня 2006 року, коли Виконавчий комітет МФЖ одноголосно підтримав вступ Медіа-профспілки до лав цієї організації, Вперше бажання приєднатися до МФЖ висловили журналісти Київської незалежної медіа-профспілки ще в 2003 році. Тоді ж на конференцію Незалежних медіа-профспілок України вперше приїхав Генеральний секретар МФЖ Айден Вайт. Згодом Міжнародна федерація журналістів активно допомагала в розбудові журналістських профспілок в Україні. Представники МФЖ брали участь в різних кампаніях Медіа-профспілки, а восени 2004 року, під час президентських виборів, в Україні перебувала спеціальна місія Федерації.12-13 листопада 2005 року у Ворохті Івано-Франківської області пройшов другий позачерговий з'їзд Незалежної медіа-профспілки України, на якому делегати одноголосно ухвалили рішення про вступ до Міжнародної федерації журналістів.
У 2003 році МФЖ заявило про свій намір провести незалежне розслідування аспектів справи Георгія Гонгадзе Пізніше, у 2005 році, Генеральний секретар МФЖ Айден Вайт критично оцінив хід розслідування справи Гонгадзе українською владою: «І для нас тепер цілковито зрозуміло, що частина відповідальних у цій справі офіційних представників держави не робить нічого у розслідуванні справи Ґонґадзе, а політичний тиск веде до унеможливлення роботим тим правоохоронцям, хто займається розслідуванням зникнення Ґонґадзе».
У 2004 році Генеральний секретар МФЖ Айден Вайт висловив від імені Міжнародної федерації журналістів протест стосовно притягнення до судової відповідальності інтернет-видання «Українська правда».
У серпні 2016 року в Україну приїхав заступник Генерального секретаря МФЖ Джеремі Діар, який провів низку експертних зустрічей та побував.на VI позачерговому з'їзді НМПУ.
У 2022 році Міжнародна федерація журналістів із перших днів російського вторгнення в Україну засудила військову агресію та спрямувала ресурси свого безпекового Фонду на допомогу працівникам українських ЗМІ.
У червні 2022 року на Конгресі Міжнародної федерації журналістів, який пройшов у Омані, делегати прийняли резолюцію із засудженням російської дезінформації щодо війни проти України. Пдсумком Конгресу стало і те, що вперше представника України — голову НМПУ Сергія Штурхецького — обрали до резерву Виконавчого комітету МФЖ (від Європи).
25 жовтня 2022 року українські медійні організації — члени МФЖ (НМПУ та НСЖУ) — звернулися із протестом до Виконкому МФЖ на дії СЖР, який створив свої «відділення» на окупованих територіях України У січні 2023 року Виконавчий комітет МФЖ озвучив намір призупинити членство Союзу журналістів Росії (СЖР) у складі МФЖ після заяв профспілок Фінляндії, Норвегії, Данії та Ісландії про вихід із МФЖ на знак протесту. А вже 22 лютого 2023 року Виконавчий комітет (19- «за», 1 — «проти») проглосував за призупинення членства СЖР у МФЖ за порушення Статуту МФЖ.